# Jean Dika Dika
Jean Dika Dika (Douala, 1979. június 4. –) kameruni válogatott labdarúgó.

## Sikerei, díjai
- Kamerun
  - Afrikai nemzetek kupája: 2002